# Ondřej Kryštof Kolář
Ondřej Kryštof Kolář (2. února 1960 Písek – 4. března 2021 Heřmaň) byl český historik, pedagog, publicista a numizmatik.

## Život
Po ukončení střední školy absolvoval studium historie na Filozofické fakultě Univerzity Karlovy v Praze. Poté působil jako pedagog na Vysoké škole ekonomické v Praze, posléze v muzeologii, památkové péči a státní správě. Od roku 1990 byl nezávislým badatelem a majitelem firmy, která se zabývá vědeckovýzkumnou, vzdělávací a poradenskou činností v oblasti společenských věd. Jako historik se věnoval vývoji utopického myšlení, dějinám 19. a 20. století, problematice regionalismu a územního vývoje veřejné správy, dějinám historiografie, literární historii, numismatice (v tomto oboru byl soudním znalcem) a medailistice (speciální disciplíně teorie a dějin umění). Byl také externím pedagogem Jihočeské univerzity v Českých Budějovicích.
Publikoval 15 samostatných prací a přes 200 příspěvků v odborných časopisech, sbornících a kolektivních monografiích. Byl prezidentem Collegium Artium a starostou Prácheňské umělecké besedy. Dále byl členem České numismatické společnosti a Asociace umělců medailérů České republiky, jeho bývalá firma je členem Hospodářské komory České republiky. Divize jeho bývalé firmy s názvem „NCCXXCM Est. 1999“ je národním dokumentačním střediskem a ústřední národní sbírkou českého medailérství 20. století.
Zemřel 4. března 2021 v Heřmani nedaleko Písku.

## Publikace
- Vzpomínky Terezy Sedláčkové, Prácheňské muzeum, Písek, 1996 ISBN 80-902038-1-7
- Písecká léta Augusta Sedláčka, Okresní knihovna, Písek, 1986